# 中山信行
中山 信行（なかやま のぶゆき、正保5年（1648年）1月 － 天和2年2月16日（1682年3月24日））は、常陸松岡藩の第4代当主。常陸水戸藩附家老・中山家4代。
第3代当主・中山信治の長男。正室は中山吉勝（信治の兄）の娘、継室は関宿藩主・板倉重郷の養女（篠山藩主・形原松平典信の娘）。養子に中山信成。官位は従五位下、市正。通称は大膳。
寛文9年（1669年）12月26日、従五位下・市正に叙任。天和元年（1681年）7月18日、父の隠居により跡を継ぐが、翌年2月16日に死去した。跡を弟で養子の信成が継いだ。法号は中山院殿市令信行大居士。墓所は茨城県水戸市松本町の桂岸寺。

## 系譜
父母
- 中山信治（父）
- 下田氏 - 側室（母）

正室、継室
- 中山吉勝の娘（正室）
- 板倉重郷の養女、松平典信の娘（継室）

養子
- 中山信成 - 信治の三男